# Tour de Drenthe féminin 2009
La 3e édition du Tour de Drenthe féminin a eu lieu le 13 avril 2009. C'est la troisième épreuve de la Coupe du monde de cyclisme sur route féminine 2009. Elle est remportée par la Suédoise Emma Johansson.

## Équipes
| Équipes féminines professionnelles (17)- DSB Bank-Nederland Bloeit - Bigla - Bizkaia-Durango-Champion System - Cervélo TestTeam - Columbia-HTC Women - Team CMAX Dila - Fenixs - Flexpoint - Gauss RDZ Ormu-Colnago - Hitec Products-UCK - Leontien.nl - Lotto-Belisol Ladiesteam - SC Michela Fanini Record Rox - Equipe Nürnberger Versicherung - Red Sun Cycling Team - Selle Italia Ghezzi - Gruppo Sportivo Top Girls-Fassa Bortolo-Raxy Line Équipes nationales (5)- Allemagne - États-Unis - Grande-Bretagne - Italie - Pays-Bas |
| |

## Parcours
Le parcours démarre d'Hoogeveen et se dirige vers l'Est. Au niveau d'Emmen, il part vers l'Ouest avant de revenir vers Hoogeven.

## Récit de la course
Une échappée de six coureuses se forme. Il s'agit de : Emma Johansson, Loes Gunnewijk, Chantal Blaak, Sarah Düster, Grace Verbeke et Eva Lutz. Sous la flamme rouge, Emma Johansson place une attaque, mais est directement repris. La victoire se joue au sprint et la Suédoise devance ses adversaires. Derrière, Ina-Yoko Teutenberg règle le peloton.

## Classements

### Classement final
| \| Classement général \| Classement général \| Classement général \| Classement général \| Classement général \| \| Coureuse \| Coureuse \| Pays \| Équipe \| Temps \| \| ------------------ \| ------------------- \| ------------------ \| ------------------------------ \| ------------------ \| \| 1re \| Emma Johansson \| Suède \| Red Sun Cycling Team \| 3 h 26 min 08 s \| \| 2e \| Loes Gunnewijk \| Pays-Bas \| Flexpoint \| + 0 s \| \| 3e \| Chantal Blaak \| Pays-Bas \| Leontien.nl \| + 0 s \| \| 4e \| Sarah Düster \| Allemagne \| Cervélo TestTeam \| + 0 s \| \| 5e \| Grace Verbeke \| Belgique \| Lotto-Belisol Ladiesteam \| + 0 s \| \| 6e \| Eva Lutz \| Allemagne \| Equipe Nürnberger Versicherung \| + 0 s \| \| 7e \| Ina-Yoko Teutenberg \| Allemagne \| Columbia-HTC Women \| + 7 s \| \| 8e \| Marianne Vos \| Pays-Bas \| DSB Bank-Nederland Bloeit \| + 7 s \| \| 9e \| Martine Bras \| Pays-Bas \| Selle Italia Ghezzi \| + 7 s \| \| 10e \| Kirsten Wild \| Pays-Bas \| Cervélo TestTeam \| + 7 s \| |                     |           |                                |                 |
| |                     |           |                                |                 |
| Source : Cycling Quotient |                     |           |                                |                 |
| Classement général |                     |           |                                |                 |
| Coureuse | Coureuse            | Pays      | Équipe                         | Temps           |
| 1re | Emma Johansson      | Suède     | Red Sun Cycling Team           | 3 h 26 min 08 s |
| 2e | Loes Gunnewijk      | Pays-Bas  | Flexpoint                      | + 0 s           |
| 3e | Chantal Blaak       | Pays-Bas  | Leontien.nl                    | + 0 s           |
| 4e | Sarah Düster        | Allemagne | Cervélo TestTeam               | + 0 s           |
| 5e | Grace Verbeke       | Belgique  | Lotto-Belisol Ladiesteam       | + 0 s           |
| 6e | Eva Lutz            | Allemagne | Equipe Nürnberger Versicherung | + 0 s           |
| 7e | Ina-Yoko Teutenberg | Allemagne | Columbia-HTC Women             | + 7 s           |
| 8e | Marianne Vos        | Pays-Bas  | DSB Bank-Nederland Bloeit      | + 7 s           |
| 9e | Martine Bras        | Pays-Bas  | Selle Italia Ghezzi            | + 7 s           |
| 10e | Kirsten Wild        | Pays-Bas  | Cervélo TestTeam               | + 7 s           |

### Points attribués
| Position           | 1er | 2e | 3e | 4e | 5e | 6e | 7e | 8e | 9e | 10e | 11e | 12e | 13e | 14e | 15e |
| Classement général | 100 | 70 | 40 | 30 | 25 | 20 | 15 | 10 | 9  | 8   | 7   | 6   | 5   | 4   | 3   |

## Liste des participantes
| Légende | Légende                                                                    | Légende | Légende                                                    |
| ------- | -------------------------------------------------------------------------- | ------- | ---------------------------------------------------------- |
| Num     | Dossard de départ porté par le coureur sur ce Tour de Drenthe féminin      | Pos     | Position à l'arrivée de la course                          |
|         | Indique un maillot de champion national ou mondial, suivi de sa spécialité | NP      | Indique un coureur qui n'a pas pris le départ de la course |
| AB      | Indique un coureur qui n'a pas terminé la course                           | HD      | Indique un coureur qui a terminé la course hors des délais |

| Columbia-HTC Women TCW | Columbia-HTC Women TCW        | Columbia-HTC Women TCW |
| ---------------------- | ----------------------------- | ---------------------- |
| Num                    | Coureuse                      | Pos                    |
| 1                      | Chantal Beltman (NED)         | 44e                    |
| 2                      | Katherine Bates (AUS)         | AB                     |
| 3                      | Ellen van Dijk (NED)          | 40e                    |
| 4                      | Ina-Yoko Teutenberg (GER)     | 7e                     |
| 5                      | Linda Villumsen (DEN) (route) | 67e                    |
| 6                      | Kimberly Anderson (USA)       | 41e                    |

| Cervélo TestTeam CWT | Cervélo TestTeam CWT    | Cervélo TestTeam CWT |
| -------------------- | ----------------------- | -------------------- |
| Num                  | Coureuse                | Pos                  |
| 11                   | Sandra Dietl (GER)      | 78e                  |
| 12                   | Patricia Schwager (SUI) | 69e                  |
| 13                   | Lieselot Decroix (BEL)  | AB                   |
| 14                   | Sarah Düster (GER)      | 4e                   |
| 15                   | Christiane Soeder (AUT) | 32e                  |
| 16                   | Kirsten Wild (NED)      | 10e                  |

| DSB Bank-Nederland Bloeit ARC | DSB Bank-Nederland Bloeit ARC | DSB Bank-Nederland Bloeit ARC |
| ----------------------------- | ----------------------------- | ----------------------------- |
| Num                           | Coureuse                      | Pos                           |
| 21                            | Annemiek van Vleuten (NED)    | 38e                           |
| 22                            | Liesbet De Vocht (BEL)        | 77e                           |
| 23                            | Bertine Spijkerman (NED)      | AB                            |
| 24                            | Angela Brodtka (GER)          | 42e                           |
| 25                            | Adrie Visser (NED)            | 43e                           |
| 26                            | Marianne Vos (NED) (route)    | 8e                            |

| Equipe Nürnberger Versicherung NUR | Equipe Nürnberger Versicherung NUR | Equipe Nürnberger Versicherung NUR |
| ---------------------------------- | ---------------------------------- | ---------------------------------- |
| Num                                | Coureuse                           | Pos                                |
| 31                                 | Suzanne de Goede (NED)             | 15e                                |
| 32                                 | Charlotte Becker (GER)             | 73e                                |
| 33                                 | Eva Lutz (GER)                     | 6e                                 |
| 34                                 | Amber Neben (USA)                  | 71e                                |
| 35                                 | Regina Schleicher (GER)            | 33e                                |
| 36                                 | Trixi Worrack (GER)                | 26e                                |

| Bigla BCT | Bigla BCT                            | Bigla BCT |
| --------- | ------------------------------------ | --------- |
| Num       | Coureuse                             | Pos       |
| 41        | Modesta Vžesniauskaitė (LTU) (route) | 35e       |
| 42        | Noemi Cantele (ITA)                  | 27e       |
| 43        | Veronica Andrèasson (SWE)            | 28e       |
| 44        | Nicole Brändli (SUI)                 | 68e       |
| 45        | Karin Thürig (SUI)                   | AB        |
| 46        | Jennifer Hohl (SUI) (route)          | 34e       |

| Selle Italia Ghezzi MSI | Selle Italia Ghezzi MSI | Selle Italia Ghezzi MSI |
| ----------------------- | ----------------------- | ----------------------- |
| Num                     | Coureuse                | Pos                     |
| 51                      | Giada Borgato (ITA)     | 25e                     |
| 52                      | Kaytee Boyd (NZL)       | 36e                     |
| 53                      | Laura Bozzolo (ITA)     | AB                      |
| 54                      | Martine Bras (NED)      | 9e                      |
| 55                      | Oxana Kozonchuk (RUS)   | 24e                     |
| 56                      | Luisa Tamanini (ITA)    | AB                      |

| Gauss RDZ Ormu-Colnago GAU | Gauss RDZ Ormu-Colnago GAU    | Gauss RDZ Ormu-Colnago GAU |
| -------------------------- | ----------------------------- | -------------------------- |
| Num                        | Coureuse                      | Pos                        |
| 61                         | Tatiana Antoshina (RUS)       | 22e                        |
| 62                         | Tania Belvederesi (ITA)       | 17e                        |
| 63                         | Martina Corazza (ITA)         | 79e                        |
| 64                         | Julia Martisova (RUS) (route) | 11e                        |
| 65                         | Emanuela Azzini (ITA)         | AB                         |
| 66                         | Eleonora Suelotto (ITA)       | 60e                        |

| Flexpoint FLX | Flexpoint FLX           | Flexpoint FLX |
| ------------- | ----------------------- | ------------- |
| Num           | Coureuse                | Pos           |
| 71            | Mirjam Melchers (NED)   | 30e           |
| 72            | Loes Gunnewijk (NED)    | 2e            |
| 73            | Trine Schmidt (DEN)     | 75e           |
| 74            | Susanne Ljungskog (SWE) | 72e           |
| 75            | Iris Slappendel (NED)   | 37e           |
| 76            | Saskia Elemans (NED)    | 70e           |

| Red Sun Cycling Team RSC | Red Sun Cycling Team RSC | Red Sun Cycling Team RSC |
| ------------------------ | ------------------------ | ------------------------ |
| Num                      | Coureuse                 | Pos                      |
| 81                       | Emma Johansson (SWE)     | 1re                      |
| 82                       | Moniek Rotmensen (NED)   | 61e                      |
| 83                       | Elise van Hage (NED)     | AB                       |
| 84                       | Inge Klep (NED)          | 51e                      |
| 85                       | Mascha Pijnenborg (NED)  | 23e                      |
| 86                       | Anne Arnouts (BEL)       | 52e                      |

| Lotto-Belisol Ladiesteam LLT | Lotto-Belisol Ladiesteam LLT | Lotto-Belisol Ladiesteam LLT |
| ---------------------------- | ---------------------------- | ---------------------------- |
| Num                          | Coureuse                     | Pos                          |
| 91                           | Grace Verbeke (BEL)          | 5e                           |
| 92                           | Emma Silversides (GBR)       | 50e                          |
| 93                           | Rochelle Gilmore (AUS)       | 12e                          |
| 94                           | Vera Koedooder (NED)         | AB                           |
| 95                           | Emma Mackie (AUS)            | AB                           |
| 96                           | Lizzie Armitstead (GBR)      | AB                           |

| Fenixs FEN | Fenixs FEN                      | Fenixs FEN |
| ---------- | ------------------------------- | ---------- |
| Num        | Coureuse                        | Pos        |
| 101        | Karin Aune (SWE)                |            |
| 102        | Corine Hierckens (BEL)          | AB         |
| 103        | Suzie Godart (LUX)              | AB         |
| 104        | Catherine Hare Willianson (GBR) | 18e        |
| 106        | Alice Marmorini (ITA)           | 64e        |

| Leontien.nl LNL | Leontien.nl LNL           | Leontien.nl LNL |
| --------------- | ------------------------- | --------------- |
| Num             | Coureuse                  | Pos             |
| 111             | Chantal Blaak (NED)       | 3e              |
| 112             | Andrea Bosman (NED)       | 13e             |
| 113             | Monique van de Ree (NED)  | AB              |
| 114             | Marit Huisman (NED)       | 76e             |
| 115             | Lucinda Brand (NED)       | 20e             |
| 116             | Irene van den Broek (NED) | 31e             |

| SC Michela Fanini Record Rox MIC | SC Michela Fanini Record Rox MIC | SC Michela Fanini Record Rox MIC |
| -------------------------------- | -------------------------------- | -------------------------------- |
| Num                              | Coureuse                         | Pos                              |
| 121                              | Alessia Quarta (ITA)             | AB                               |
| 122                              | Rosane Kirch (BRA)               | AB                               |
| 123                              | Flávia Oliveira (BRA)            | 54e                              |
| 124                              | Carmen McNellis (USA)            | 59e                              |
| 125                              | Carly Hibberd (AUS)              | AB                               |
| 126                              | Giulia Lazzerini (ITA)           | NP                               |

| Gruppo Sportivo Top Girls-Fassa Bortolo-Raxy Line TOG | Gruppo Sportivo Top Girls-Fassa Bortolo-Raxy Line TOG | Gruppo Sportivo Top Girls-Fassa Bortolo-Raxy Line TOG |
| ----------------------------------------------------- | ----------------------------------------------------- | ----------------------------------------------------- |
| Num                                                   | Coureuse                                              | Pos                                                   |
| 131                                                   | Valentina Carretta (ITA)                              | 57e                                                   |
| 132                                                   | Chiara Rozzini (ITA)                                  | AB                                                    |
| 133                                                   | Alessandra D'Ettorre (ITA)                            | 16e                                                   |
| 134                                                   | Jennifer Fiori (ITA)                                  | AB                                                    |
| 135                                                   | Maddalena Dinato (ITA)                                | AB                                                    |
| 136                                                   | Serena Danesi (ITA)                                   | AB                                                    |

| Bizkaia-Durango-Champion System BPD | Bizkaia-Durango-Champion System BPD | Bizkaia-Durango-Champion System BPD |
| ----------------------------------- | ----------------------------------- | ----------------------------------- |
| Num                                 | Coureuse                            | Pos                                 |
| 141                                 | Cristina Alcalde (ESP)              | AB                                  |
| 142                                 | Mireia Epelde (ESP)                 | AB                                  |
| 143                                 | Catrine Josefsson (SWE)             | 53e                                 |
| 144                                 | Gema Pascual (ESP)                  | 62e                                 |
| 145                                 | Dorleta Zorrilla (ESP)              | AB                                  |
| 146                                 | Ana Garcia (ESP)                    | AB                                  |

| Hitec Products-UCK HPU | Hitec Products-UCK HPU       | Hitec Products-UCK HPU |
| ---------------------- | ---------------------------- | ---------------------- |
| Num                    | Coureuse                     | Pos                    |
| 151                    | Daniëlle Bekkering (NED)     | AB                     |
| 152                    | Eyelien Bekkering (NED)      | AB                     |
| 153                    | Tone Hatteland Lima (NOR)    | AB                     |
| 154                    | Sissel Kulseth Østvold (NOR) | AB                     |
| 155                    | Helen Osland (NOR)           | AB                     |
| 156                    | Margriet Helena Kloppenburg  | AB                     |

| Allemagne GER | Allemagne GER       | Allemagne GER |
| ------------- | ------------------- | ------------- |
| Num           | Coureuse            | Pos           |
| 161           | Stefanie Degle      | AB            |
| 162           | Jana Schemmer       | AB            |
| 163           | Denise Zuckermandel | 21e           |
| 164           | Laura Dittmann      | AB            |

| Italie ITA | Italie ITA           | Italie ITA |
| ---------- | -------------------- | ---------- |
| Num        | Coureuse             | Pos        |
| 171        | Monia Baccaille      | 39e        |
| 172        | Giorgia Bronzini     | 14e        |
| 173        | Alessandra Borchi    | 46e        |
| 174        | Barbara Guarischi    | AB         |
| 175        | Valentina Scandolara | AB         |
| 176        | Marta Tagliaferro    | 49e        |

| États-Unis USA | États-Unis USA    | États-Unis USA |
| -------------- | ----------------- | -------------- |
| Num            | Coureuse          | Pos            |
| 181            | Lea Davison       | 74e            |
| 182            | Ally Stacher      | 63e            |
| 183            | Janel Holcomb     | 65e            |
| 184            | Amber Rais        | AB             |
| 185            | Kacey Manderfield | 29e            |
| 186            | Kristin Sanders   | AB             |

| Grande-Bretagne GBR | Grande-Bretagne GBR  | Grande-Bretagne GBR |
| ------------------- | -------------------- | ------------------- |
| Num                 | Coureuse             | Pos                 |
| 191                 | Lucy Martin          | 45e                 |
| 192                 | Alex Greenfield      | 19e                 |
| 193                 | Katie Colclough      | NP                  |
| 194                 | Jessica Allen        | AB                  |
| 195                 | Joanna Rowsell-Shand | AB                  |

| Team CMAX Dila DGC | Team CMAX Dila DGC          | Team CMAX Dila DGC |
| ------------------ | --------------------------- | ------------------ |
| Num                | Coureuse                    | Pos                |
| 201                | Arien Torsius (RSA)         | AB                 |
| 202                | Marta Vilajosana (ESP)      | 56e                |
| 203                | Silvia Tirado Márquez (ESP) | AB                 |
| 204                | Odette Bertolin (ITA)       | AB                 |
| 205                | Alice Donadoni (ITA)        | AB                 |
| 206                | Francesca Faustini (ITA)    | 48e                |

| Pays-Bas NED | Pays-Bas NED      | Pays-Bas NED |
| ------------ | ----------------- | ------------ |
| Num          | Coureuse          | Pos          |
| 211          | Sissy van Alebeek | AB           |
| 212          | Hannah Welter     | AB           |
| 213          | Anne Eversdijk    | 58e          |
| 214          | Sharon van Essen  | 66e          |
| 215          | Roxane Knetemann  | 55e          |
| 216          | Judith Helmink    | AB           |

| Columbia-HTC Women TCW | Columbia-HTC Women TCW        | Columbia-HTC Women TCW |
| ---------------------- | ----------------------------- | ---------------------- |
| Num                    | Coureuse                      | Pos                    |
| 1                      | Chantal Beltman (NED)         | 44e                    |
| 2                      | Katherine Bates (AUS)         | AB                     |
| 3                      | Ellen van Dijk (NED)          | 40e                    |
| 4                      | Ina-Yoko Teutenberg (GER)     | 7e                     |
| 5                      | Linda Villumsen (DEN) (route) | 67e                    |
| 6                      | Kimberly Anderson (USA)       | 41e                    |

| Cervélo TestTeam CWT | Cervélo TestTeam CWT    | Cervélo TestTeam CWT |
| -------------------- | ----------------------- | -------------------- |
| Num                  | Coureuse                | Pos                  |
| 11                   | Sandra Dietl (GER)      | 78e                  |
| 12                   | Patricia Schwager (SUI) | 69e                  |
| 13                   | Lieselot Decroix (BEL)  | AB                   |
| 14                   | Sarah Düster (GER)      | 4e                   |
| 15                   | Christiane Soeder (AUT) | 32e                  |
| 16                   | Kirsten Wild (NED)      | 10e                  |

| DSB Bank-Nederland Bloeit ARC | DSB Bank-Nederland Bloeit ARC | DSB Bank-Nederland Bloeit ARC |
| ----------------------------- | ----------------------------- | ----------------------------- |
| Num                           | Coureuse                      | Pos                           |
| 21                            | Annemiek van Vleuten (NED)    | 38e                           |
| 22                            | Liesbet De Vocht (BEL)        | 77e                           |
| 23                            | Bertine Spijkerman (NED)      | AB                            |
| 24                            | Angela Brodtka (GER)          | 42e                           |
| 25                            | Adrie Visser (NED)            | 43e                           |
| 26                            | Marianne Vos (NED) (route)    | 8e                            |

| Equipe Nürnberger Versicherung NUR | Equipe Nürnberger Versicherung NUR | Equipe Nürnberger Versicherung NUR |
| ---------------------------------- | ---------------------------------- | ---------------------------------- |
| Num                                | Coureuse                           | Pos                                |
| 31                                 | Suzanne de Goede (NED)             | 15e                                |
| 32                                 | Charlotte Becker (GER)             | 73e                                |
| 33                                 | Eva Lutz (GER)                     | 6e                                 |
| 34                                 | Amber Neben (USA)                  | 71e                                |
| 35                                 | Regina Schleicher (GER)            | 33e                                |
| 36                                 | Trixi Worrack (GER)                | 26e                                |

| Bigla BCT | Bigla BCT                            | Bigla BCT |
| --------- | ------------------------------------ | --------- |
| Num       | Coureuse                             | Pos       |
| 41        | Modesta Vžesniauskaitė (LTU) (route) | 35e       |
| 42        | Noemi Cantele (ITA)                  | 27e       |
| 43        | Veronica Andrèasson (SWE)            | 28e       |
| 44        | Nicole Brändli (SUI)                 | 68e       |
| 45        | Karin Thürig (SUI)                   | AB        |
| 46        | Jennifer Hohl (SUI) (route)          | 34e       |

| Selle Italia Ghezzi MSI | Selle Italia Ghezzi MSI | Selle Italia Ghezzi MSI |
| ----------------------- | ----------------------- | ----------------------- |
| Num                     | Coureuse                | Pos                     |
| 51                      | Giada Borgato (ITA)     | 25e                     |
| 52                      | Kaytee Boyd (NZL)       | 36e                     |
| 53                      | Laura Bozzolo (ITA)     | AB                      |
| 54                      | Martine Bras (NED)      | 9e                      |
| 55                      | Oxana Kozonchuk (RUS)   | 24e                     |
| 56                      | Luisa Tamanini (ITA)    | AB                      |

| Gauss RDZ Ormu-Colnago GAU | Gauss RDZ Ormu-Colnago GAU    | Gauss RDZ Ormu-Colnago GAU |
| -------------------------- | ----------------------------- | -------------------------- |
| Num                        | Coureuse                      | Pos                        |
| 61                         | Tatiana Antoshina (RUS)       | 22e                        |
| 62                         | Tania Belvederesi (ITA)       | 17e                        |
| 63                         | Martina Corazza (ITA)         | 79e                        |
| 64                         | Julia Martisova (RUS) (route) | 11e                        |
| 65                         | Emanuela Azzini (ITA)         | AB                         |
| 66                         | Eleonora Suelotto (ITA)       | 60e                        |

| Flexpoint FLX | Flexpoint FLX           | Flexpoint FLX |
| ------------- | ----------------------- | ------------- |
| Num           | Coureuse                | Pos           |
| 71            | Mirjam Melchers (NED)   | 30e           |
| 72            | Loes Gunnewijk (NED)    | 2e            |
| 73            | Trine Schmidt (DEN)     | 75e           |
| 74            | Susanne Ljungskog (SWE) | 72e           |
| 75            | Iris Slappendel (NED)   | 37e           |
| 76            | Saskia Elemans (NED)    | 70e           |

| Red Sun Cycling Team RSC | Red Sun Cycling Team RSC | Red Sun Cycling Team RSC |
| ------------------------ | ------------------------ | ------------------------ |
| Num                      | Coureuse                 | Pos                      |
| 81                       | Emma Johansson (SWE)     | 1re                      |
| 82                       | Moniek Rotmensen (NED)   | 61e                      |
| 83                       | Elise van Hage (NED)     | AB                       |
| 84                       | Inge Klep (NED)          | 51e                      |
| 85                       | Mascha Pijnenborg (NED)  | 23e                      |
| 86                       | Anne Arnouts (BEL)       | 52e                      |

| Lotto-Belisol Ladiesteam LLT | Lotto-Belisol Ladiesteam LLT | Lotto-Belisol Ladiesteam LLT |
| ---------------------------- | ---------------------------- | ---------------------------- |
| Num                          | Coureuse                     | Pos                          |
| 91                           | Grace Verbeke (BEL)          | 5e                           |
| 92                           | Emma Silversides (GBR)       | 50e                          |
| 93                           | Rochelle Gilmore (AUS)       | 12e                          |
| 94                           | Vera Koedooder (NED)         | AB                           |
| 95                           | Emma Mackie (AUS)            | AB                           |
| 96                           | Lizzie Armitstead (GBR)      | AB                           |

| Fenixs FEN | Fenixs FEN                      | Fenixs FEN |
| ---------- | ------------------------------- | ---------- |
| Num        | Coureuse                        | Pos        |
| 101        | Karin Aune (SWE)                |            |
| 102        | Corine Hierckens (BEL)          | AB         |
| 103        | Suzie Godart (LUX)              | AB         |
| 104        | Catherine Hare Willianson (GBR) | 18e        |
| 106        | Alice Marmorini (ITA)           | 64e        |

| Leontien.nl LNL | Leontien.nl LNL           | Leontien.nl LNL |
| --------------- | ------------------------- | --------------- |
| Num             | Coureuse                  | Pos             |
| 111             | Chantal Blaak (NED)       | 3e              |
| 112             | Andrea Bosman (NED)       | 13e             |
| 113             | Monique van de Ree (NED)  | AB              |
| 114             | Marit Huisman (NED)       | 76e             |
| 115             | Lucinda Brand (NED)       | 20e             |
| 116             | Irene van den Broek (NED) | 31e             |

| SC Michela Fanini Record Rox MIC | SC Michela Fanini Record Rox MIC | SC Michela Fanini Record Rox MIC |
| -------------------------------- | -------------------------------- | -------------------------------- |
| Num                              | Coureuse                         | Pos                              |
| 121                              | Alessia Quarta (ITA)             | AB                               |
| 122                              | Rosane Kirch (BRA)               | AB                               |
| 123                              | Flávia Oliveira (BRA)            | 54e                              |
| 124                              | Carmen McNellis (USA)            | 59e                              |
| 125                              | Carly Hibberd (AUS)              | AB                               |
| 126                              | Giulia Lazzerini (ITA)           | NP                               |

| Gruppo Sportivo Top Girls-Fassa Bortolo-Raxy Line TOG | Gruppo Sportivo Top Girls-Fassa Bortolo-Raxy Line TOG | Gruppo Sportivo Top Girls-Fassa Bortolo-Raxy Line TOG |
| ----------------------------------------------------- | ----------------------------------------------------- | ----------------------------------------------------- |
| Num                                                   | Coureuse                                              | Pos                                                   |
| 131                                                   | Valentina Carretta (ITA)                              | 57e                                                   |
| 132                                                   | Chiara Rozzini (ITA)                                  | AB                                                    |
| 133                                                   | Alessandra D'Ettorre (ITA)                            | 16e                                                   |
| 134                                                   | Jennifer Fiori (ITA)                                  | AB                                                    |
| 135                                                   | Maddalena Dinato (ITA)                                | AB                                                    |
| 136                                                   | Serena Danesi (ITA)                                   | AB                                                    |

| Bizkaia-Durango-Champion System BPD | Bizkaia-Durango-Champion System BPD | Bizkaia-Durango-Champion System BPD |
| ----------------------------------- | ----------------------------------- | ----------------------------------- |
| Num                                 | Coureuse                            | Pos                                 |
| 141                                 | Cristina Alcalde (ESP)              | AB                                  |
| 142                                 | Mireia Epelde (ESP)                 | AB                                  |
| 143                                 | Catrine Josefsson (SWE)             | 53e                                 |
| 144                                 | Gema Pascual (ESP)                  | 62e                                 |
| 145                                 | Dorleta Zorrilla (ESP)              | AB                                  |
| 146                                 | Ana Garcia (ESP)                    | AB                                  |

| Hitec Products-UCK HPU | Hitec Products-UCK HPU       | Hitec Products-UCK HPU |
| ---------------------- | ---------------------------- | ---------------------- |
| Num                    | Coureuse                     | Pos                    |
| 151                    | Daniëlle Bekkering (NED)     | AB                     |
| 152                    | Eyelien Bekkering (NED)      | AB                     |
| 153                    | Tone Hatteland Lima (NOR)    | AB                     |
| 154                    | Sissel Kulseth Østvold (NOR) | AB                     |
| 155                    | Helen Osland (NOR)           | AB                     |
| 156                    | Margriet Helena Kloppenburg  | AB                     |

| Allemagne GER | Allemagne GER       | Allemagne GER |
| ------------- | ------------------- | ------------- |
| Num           | Coureuse            | Pos           |
| 161           | Stefanie Degle      | AB            |
| 162           | Jana Schemmer       | AB            |
| 163           | Denise Zuckermandel | 21e           |
| 164           | Laura Dittmann      | AB            |

| Italie ITA | Italie ITA           | Italie ITA |
| ---------- | -------------------- | ---------- |
| Num        | Coureuse             | Pos        |
| 171        | Monia Baccaille      | 39e        |
| 172        | Giorgia Bronzini     | 14e        |
| 173        | Alessandra Borchi    | 46e        |
| 174        | Barbara Guarischi    | AB         |
| 175        | Valentina Scandolara | AB         |
| 176        | Marta Tagliaferro    | 49e        |

| États-Unis USA | États-Unis USA    | États-Unis USA |
| -------------- | ----------------- | -------------- |
| Num            | Coureuse          | Pos            |
| 181            | Lea Davison       | 74e            |
| 182            | Ally Stacher      | 63e            |
| 183            | Janel Holcomb     | 65e            |
| 184            | Amber Rais        | AB             |
| 185            | Kacey Manderfield | 29e            |
| 186            | Kristin Sanders   | AB             |

| Grande-Bretagne GBR | Grande-Bretagne GBR  | Grande-Bretagne GBR |
| ------------------- | -------------------- | ------------------- |
| Num                 | Coureuse             | Pos                 |
| 191                 | Lucy Martin          | 45e                 |
| 192                 | Alex Greenfield      | 19e                 |
| 193                 | Katie Colclough      | NP                  |
| 194                 | Jessica Allen        | AB                  |
| 195                 | Joanna Rowsell-Shand | AB                  |

| Team CMAX Dila DGC | Team CMAX Dila DGC          | Team CMAX Dila DGC |
| ------------------ | --------------------------- | ------------------ |
| Num                | Coureuse                    | Pos                |
| 201                | Arien Torsius (RSA)         | AB                 |
| 202                | Marta Vilajosana (ESP)      | 56e                |
| 203                | Silvia Tirado Márquez (ESP) | AB                 |
| 204                | Odette Bertolin (ITA)       | AB                 |
| 205                | Alice Donadoni (ITA)        | AB                 |
| 206                | Francesca Faustini (ITA)    | 48e                |

| Pays-Bas NED | Pays-Bas NED      | Pays-Bas NED |
| ------------ | ----------------- | ------------ |
| Num          | Coureuse          | Pos          |
| 211          | Sissy van Alebeek | AB           |
| 212          | Hannah Welter     | AB           |
| 213          | Anne Eversdijk    | 58e          |
| 214          | Sharon van Essen  | 66e          |
| 215          | Roxane Knetemann  | 55e          |
| 216          | Judith Helmink    | AB           |

Source.